# Castiello de Jaca

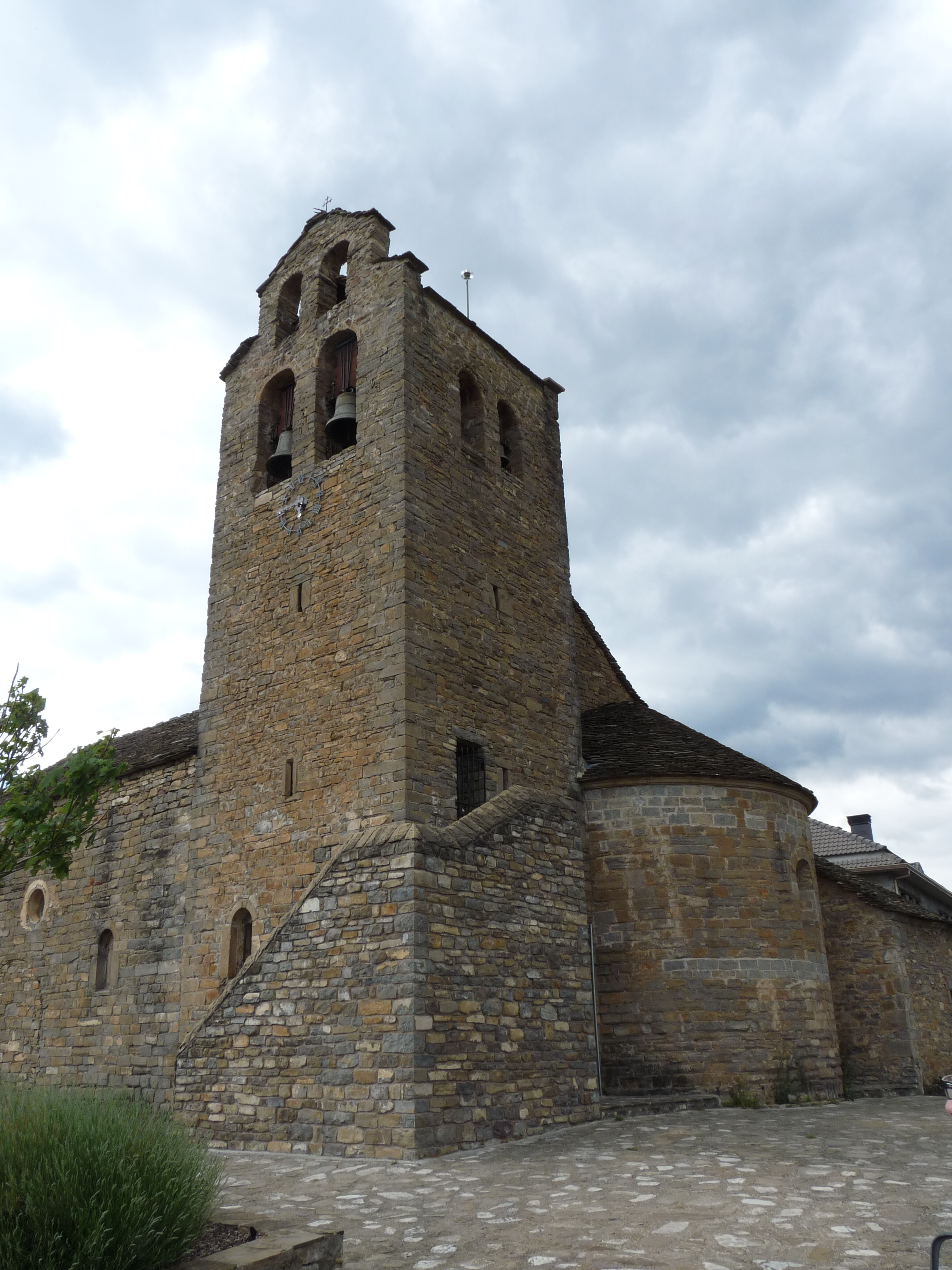
Kirche San Miguel

Castiello de Jaca ist ein spanischer Ort in den westlichen Pyrenäen am Rande des Jakobswegs. Er liegt in der Comarca Jacetania in der Provinz Huesca der Autonomen Gemeinschaft Aragonien und ist Hauptort der gleichnamigen Gemeinde (Municipio). Zu diesem gehört noch der Ort Aratorés.
Das Dorf wurde auf einem Hügel angelegt, rund um die namensgebende und heute verschwundene Burg, und hat sich seine unregelmäßige mittelalterliche Anlage erhalten.

## Sehenswürdigkeiten
- Kirche San Miguel, romanischen Ursprungs, aber weitgehend umgebaut
- Romanische Einsiedelei Santa Juliana am südlichen Ortsausgang
- Kirche Santa María de Iguácel aus dem 11. Jahrhundert
- Kirche San Juan Bautista aus dem 12. Jahrhundert im Ortsteil Aratorés

## Bevölkerung
| Jahr      | 1842 | 1877 | 1930 | 1991 | 2007 |
| --------- | ---- | ---- | ---- | ---- | ---- |
| Einwohner | 235  | 559  | 544  | 139  | 205  |